# Centena de Tönnersjö

Localización de la centena de Tönnersjö en Halland

La centena de Tönnersjö (en sueco: Tönnersjö härad) fue una centena  en la provincia histórica Halland, Suecia.
La centena estaba compuesta por las parroquias de Breared, Eldsberga, Enslöv, Snöstorp, Trönninge y Tönnersjö; todo actualmente en el municipio de Halmstad.

Escuedo de la centena